# Eugenia Țarălungă
Eugenia Țarălungă (n. 18 august 1967, București) este o poetă și eseistă română.

## Date biografice
- Eugenia Țarălungă (18 august 1967, București). A urmat  Facultatea  de Tehnologie Chimică (1986-1991), Școala Superioară de Jurnalism (1993), Școala de radio BBC, Școala de televiziune BBC (1993-1994), cursuri de relații publice. În prezent este redactor de carte la Editura Muzeul Literaturii Române. A fost, în toamna anului 1988, membră a cenaclului Universitas.
- Din nov. 2014 este membră PEN Club.

## Volume publicate
- mici unități de percepție, poeme & texte-bloc, Ed. M.L.R., 2002, Premiul USR pentru debut
- biu, poeme & texte-bloc, Ed. Limes, 2010[1]
- rabatabil la cerere, poeme & texte-bloc, Ed. Tracus Arte, 2014, Premiul USR, filiala București, pentru poezie - Cartea anului 2014
- dez-astrul-aproapele-nostru:, poeme & texte-bloc, Ed. Rafet, 2024

## Anchete jurnalistice
- A cui este societatea civilă?, publicată de Fundația pentru Dezvoltarea Societății Civile (FDSC), 2000, cu sprijinul Fundației Friedrich Ebert

## Premii
- 1991 – Mențiune la Concursul “Arthur Rimbaud” organizat de Ambasada Franței la centenarul morții poetului
- 2001 – Premiul II la Concursul național “George Coșbuc” – Bistrița
- 2001 – Poezii publicate în volumul colectiv “Stare de

necesitate” în urma Concursului de poezie organizat de către 
cenaclul “Avagarda XXI”, Bacău
- 2002 – Premiul revistei “Steaua” la Concursul național “George Coșbuc”
- 2002 –  Concursul “Aurel Dumitrașcu” – premiul II (ex aequo) pentru volum în manuscris
- Premiul USR pentru debut, mici unități de percepție (poezie), 2020, pus la dispoziția juriului USR de Fundația Laurențiu Ulici
- 2011 - nominalizare la Premiile ASB (poezie)
- Premiul USR, filiala București, pentru poezie - Cartea anului 2014: rabatabil la cerere, poeme & texte-bloc, Ed. Tracus Arte, 2014